# August von Dewitz (religieux)
Ne doit pas être confondu avec August von Dewitz (général).
August Karl Ludwig von Dewitz (né le 3 juin 1836 à Stargard-en-Poméranie et mort le 4 janvier 1887 à Niesky) est un ministre évangélique allemand de l'Église morave et directeur de son école missionnaire.

## Biographie
August von Dewitz (n° 245 du recensement généalogique (de)) est issu de la noble famille poméranienne von Dewitz ; il est le fils aîné du général de division August von Dewitz, et de son épouse Miranda, née von Dewitz (1810–1873). Gottfried von Bülow est son beau-frère.
Il ne fréquente pas d'institutions scolaires permanentes avant 1848 à Niesky du fait des déplacements fréquents de ses parents. Grandissant dans une famille empreinte du mouvement poméranien du réveil chrétien, il est scolarisé au paedagogium de la communauté des Frères moraves à Niesky à partir de 1849. Il entre dans la communauté de Niesky à partir de 1854 et jusqu'en 1857 se trouve au Séminaire théologique de Gnadenfeld. Après avoir obtenu son diplôme, il décide de servir dans l'Église morave, dépassant ainsi pour la première fois le cercle des professions traditionnelles et conformes au statut de l'ensemble de la famille.
Après avoir terminé ses études de théologie, il devient professeur à partir de 1857 puis il travaille d'abord pendant quelques années comme inspecteur au lycée de Niesky,. En 1862, il devient acolyte puis assistant du directeur Geller puis devient prédicateur dans la colonie de Gnadenfrei dans l'arrondissement de Reichenbach. En 1867, il devient diacre et frère gardien.
Après que le synode provincial allemand de l'Église morave a décidé en 1868 de créer une école missionnaire et une école normale, August von Dewitz ouvre l'école le 1er août. De février 1869 jusqu'à sa mort, il dirige le centre de formation des missionnaires de l'Église morave à Niesky,, même si à partir de 1879, il laisse la direction effective de l'école normale à Buchner.
August von Dewitz écrit plusieurs récits sur les zones de mission moraves, en particulier au Labrador et dans les Antilles danoises.
Le 25 octobre 1869, il se marie à Niesky avec Alma, née Gruschwitz (1847-1921), fille d'Alexander Gruschwitz (de). Le couple a quatre fils (August Alexander en 1869, Gustav Johannes en 1873, Karl Otto en 1879, August Walter en 1881) dont l'un est mort en bas âge (Gustav Johannes en 1873 âgé de moins d'un mois), et deux filles (Theodora Elisabeth en 1875 et Mathilde Anna en 1884),.

## Travaux
- An der Küste Labrador’s. Oder: Innere Mission im Gebiet der Heidenmission. Niesky 1881
- In Dänisch-Westindien: Hundert und fünfzig Jahre der Brüdermission in St. Thomas, St. Croix und St. Jan.
Band 1: Die erste Streiterzeit in des Grafen von Zinzendorf Tagen: von 1732–1760. Niesky: Gnadau 1882 (mehr nicht erschienen)
2. Auflage unter dem Titel In Dänisch-Westindien. Anfänge der Brüdermission in St. Thomas, St. Croix und St. Jan von 1732–1760. Niesky 1898